# Terrier australien à poil soyeux
Le Terrier australien à poil soyeux ou Silky Terrier australien est une petite race de chien de type terrier. La race a été développée en Australie, bien que les types et races ancestrales étaient de Grande-Bretagne. Elle est étroitement liée au Terrier australien et au Yorkshire Terrier. La race est appelée le Silky Terrier en Amérique du Nord, mais est appelée le Terrier australien soyeux dans son pays d'origine et dans le reste du monde.

## Aspect

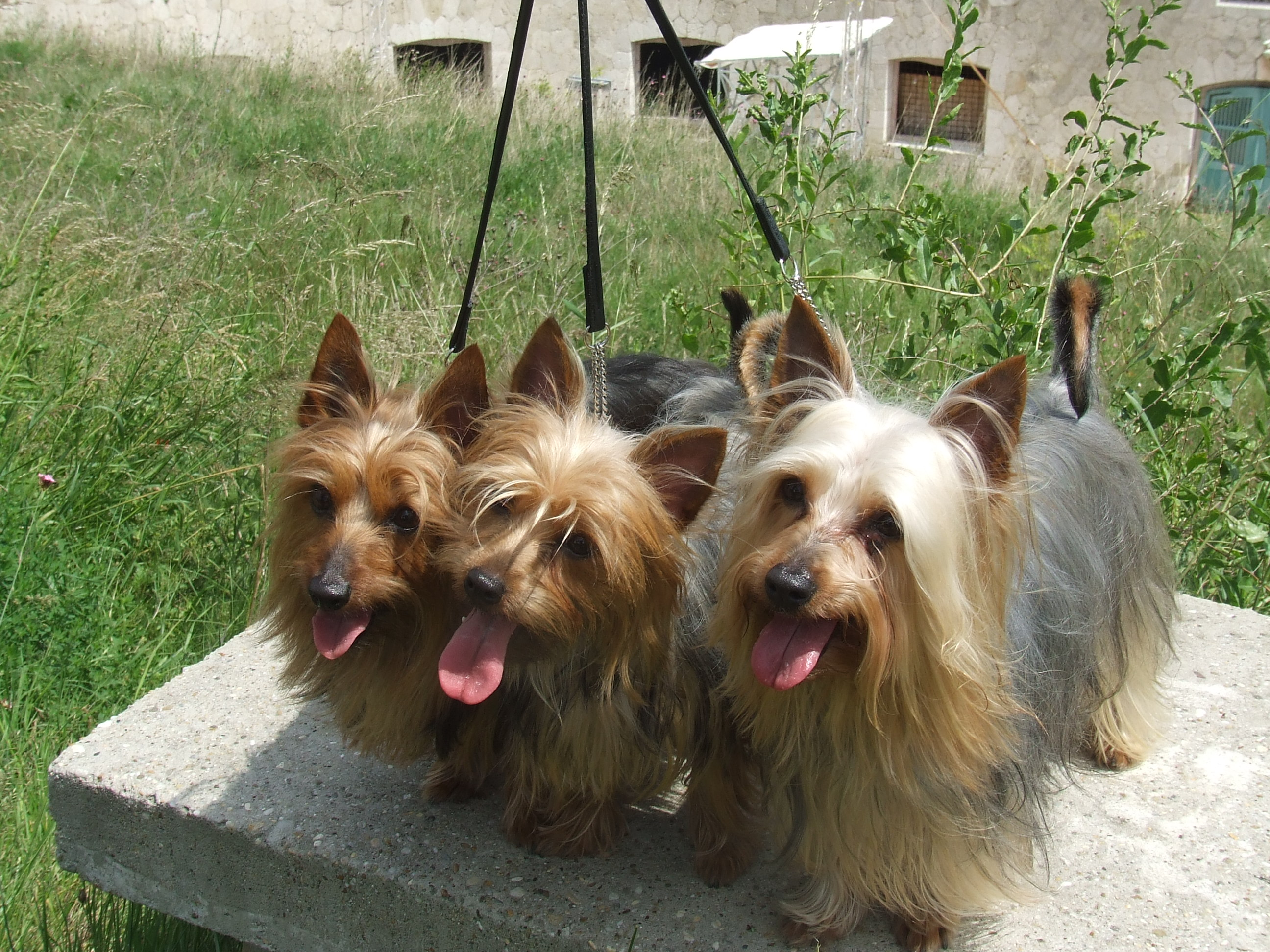
Australian Silky Terriers.

Le Silky Terrier australien est un petit terrier compact à courtes pattes, 23 cm au garrot, alerte et actif. Le long poil soyeux gris et blanc ou bleu et feu est un élément d'identification, à pendaison droite et séparée le long du dos, le poil et décrit comme « plat, fin et brillant ». Toutes les proportions et les aspects de la tête et le corps ainsi que les nuances souhaitables de gris et de blanc, et le placement de marques sont largement décrits dans la race standard.
Le Silky Terrier devrait être légèrement plus long que haut (environ un cinquième plus long que la hauteur au garrot). C'est un chien qui a été historiquement utilisé pour la chasse aux rongeurs et aux serpents, de sorte que son organisme devrait avoir assez de substance pour tenir ce rôle. Le pelage nécessite beaucoup de toilettage régulier et shampooing pour conserver son aspect soyeux.
Le Silky Terrier a une forte tête en forme de coin. Les yeux sont petits et en forme d'amande. Selon les normes, les yeux clairs sont un défaut. Les oreilles sont petites et portées droites. Le Silky Terrier a une queue portée haute et petite, les pieds sont presque félins. Le poil doit être long, près du plancher. Les poils sur le visage et les oreilles sont normalement coupés.

## Histoire
Les ancêtres du Terrier Australian Silky comprennent le Yorkshire Terrier (originaire d'Écosse, avant d'être considéré comme d'Angleterre) et le Terrier australien, (qui descend des terriers de type rugueux apporté de Grande-Bretagne en l'Australie au début du XIXe siècle) quelques enregistrements pour indiquer si les chiens étaient juste au début Terrier australien né avec de la fourrure soyeuse, ou s'il y avait une tentative de créer une race séparée. Selon l'American Kennel Club, la race a commencé à la fin du XIXe siècle, quand des Yorkshire Terriers ont été croisés avec des Australian Terriers. Au début, la race a été connue comme le soyeux de Sydney, car il a été trouvé principalement dans la ville de  Sydney en Australie. Bien que la plupart des autres races australiennes étaient des chiens de travail, le Silky Terrier a été élevé principalement pour être une race urbaine d'animaux domestiques et de compagnie, mais il est également connu comme tueur de serpents en Australie.
Jusqu'à 1929, le Terrier australien, l'Australian Terrier soyeux, et le Yorkshire Terrier ne sont pas clairement définis. Ces chiens de trois races différentes pourraient être nés dans la même portée, et être séparés par l'apparition de différents types après leur croissance. Après 1932, en Australie, les croisements supplémentaires ont été découragés, et en 1955 le nom de la race est officiellement devenu le Silky Terrier australien. La race fut reconnue par le Conseil national australien des chiens en 1958 dans le groupe 3.
Pendant et après la Seconde Guerre mondiale, les militaires américains qui avait été stationnés en Australie ont ramené aux États-Unis quelques spécimens de Terriers soyeux. Des photographies de journaux de la race en 1954 ont provoqué une recrudescence de la popularité et des centaines de Terriers soyeux ont été importés d'Australie aux États-Unis. L'American Kennel Club reconnaît la race comme le Silky Terrier en 1959, tout comme le United Kennel Club (États-Unis) en 1965. Elle est aussi reconnue comme le Silky Terrier par le Club Canin Canadien. La race est reconnue par tous les clubs canins majeurs dans le monde anglophone, et au niveau international par la Fédération Cynologique Internationale parmi 236 races. Il peut également être reconnu par divers clubs de chenil mineurs.

### Race
Le Terrier australien Terrier soyeux est un Terrier, mais il est généralement placé dans le Toy Group plutôt que le Groupe Terrier en raison de sa petite taille. Ce groupement de race est fait surtout pour organiser des groupes de races pour des expositions canines, il est plus sûr pour les petits chiens d'être avec d'autres de même taille, plutôt qu'avec les grands chiens. La Fédération Cynologique Internationale a une section spéciale du Groupe de Terrier qui ne comprend que le plus petit des chiens, tandis que les clubs de chenil classe la race dans le groupe de jouets, mais universellement chacun convient que le type de la race est Terrier.

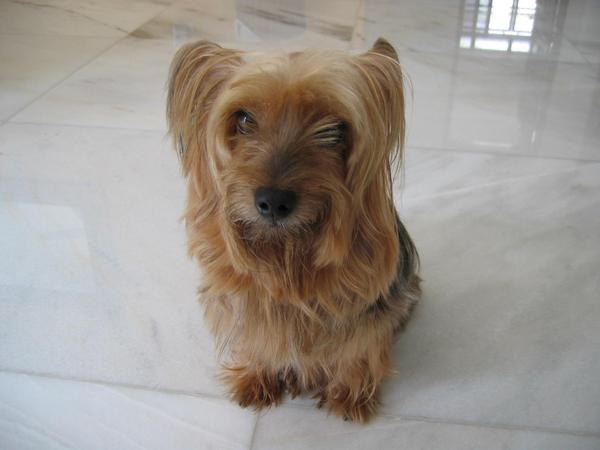
Une femelle adulte.

## Caractère
Le standard de la race décrivent l'idéal de tempérament Australian Silky Terrier aussi vivement éveillé et actif. Ils aiment courir et jouer, mais doivent avoir une cour clôturée fermée. Ils aiment aussi la marche rapide et la boule à jouer. Le Silky est capable de bien vivre dans un appartement, ils sont aussi une race active à l'intérieur. Il est important qu'ils soient très occupés et socialement entourés afin de décourager l'ennui.

## Santé
Le manteau du Silky Terrier est très sensible aux enchevêtrements et aux nattes et nécessite un brossage et peignage quotidien. Cette race a besoin d'un profond engagement des propriétaires. Pour garder le pelage lustré, un shampooing régulier est nécessaire. Utiliser un shampooing Avocat et Avoine aidera à soulager les démangeaisons et la peau sèche de cette race.
Cette race particulière doit être menée à un toiletteur toutes les trois semaines et ses dents brossées. Ces Terriers sont connus pour avoir des problèmes de gencives. Des précautions doivent également être prises avec le toilettage près de la zone du cou et une laisse harnais doit être utilisée pour protéger le Silky Terrier d'un collapsus trachéal.
Les Terriers Silky aiment jouer avec des balles. Il est préférable d'acheter une boule de plastique au lieu d'une boule de coton car ils ont tendance à mordre et à mâcher le coton. Il est recommandé de jouer à la balle avec lui au moins une fois par jour. En cas de faute, il est nécessaire d'être ferme avec lui, soit en pointant sur lui un doigt sévère ou en le grondant avec un ton un peu rude mais pas très fort.